# Mark A Whippet
Le Mark A Whippet était un char britannique apparu en 1917, pendant la Première Guerre mondiale. Il avait une longueur de 6,09 mètres, une largeur de 2,50 mètres pour une hauteur de 2,77 mètres et un poids de 14 tonnes.
Ce char était conçu pour exploiter les percées dans les lignes ennemies grâce à sa vitesse et sa mobilité supérieure aux chars lourds
.

## Développement et production
Le 3 octobre 1916, William Tritton (en), qui recevra le titre de chevalier pour avoir développé le Mark I, proposa au Tank Supply Committee d'étudier le concept d'un char plus rapide et moins coûteux, équipé de deux moteurs comme le Flying Elephant (en), et qui pourrait exploiter les percées que les chars plus lourds mais plus lents sont capable de créer. Ce concept fut accepté le 10 novembre et approuvé par le Bureau de la Guerre ( War Office en anglais ) le 25 novembre sous le nom de Tritton Chaser, ou "Chasseur de Tritton" en français. Il est désigné Whippet par Sir William Tritton d'après le lévrier Whippet. La construction commença le 21 décembre. Le premier prototype, équipé d'une tourelle rotative prise sur une voiture blindée Austin (en) - Une première pour un char britannique, les tourelles des chars Little Willie étant fixes - fut prêt le 3 février 1917 et participa aux essais de chars du 3 mars à Oldbury. Le lendemain, pendant une réunion avec les français pour coordonner la production des chars alliés, le commandant en chef des forces britanniques Douglas Haig ordonna la construction de deux cent véhicules, le premier devant être prêt le 31 juillet. Cela outrepassait ses attributions mais cette décision fut confirmée en juin 1917. Le premier char de production quitta l'usine en octobre et deux furent délivrés au bataillon F du Tank Corps (qui deviendra le 6e bataillon), le 14 décembre 1917. En décembre 1917 la commande fut augmentée à 385 mais cela sera annulé en faveur de plus nouveaux designs, le Mark B, Mark C et Mark D.

## Caractéristiques
Ce véhicule militaire blindé était conçu pour les assauts rapides. Le design des chenilles peut sembler plus moderne que les chars anglais Mark I à Mark V, cependant cet arrangement est directement dérivé des chenilles du premier prototype de chars, le Little Willie (lui-même directement dérivé du tracteur Holt). Le compartiment de l'équipage était une tourelle polygonale fixe située à l'arrière du véhicule. Les deux moteurs étaient placés à l'avant, chacun entraînant une chenille. Il s'agissait de Tylor JB4 de quatre cylindres à essence délivrant une puissance de 45 chevaux (33 kW). Ces moteurs équipaient les bus à impériale contemporains. Le Mark A pouvait atteindre une vitesse de 13,35 km/h sur route plate avec une autonomie de 70 km.

### Direction
Lorsque le véhicule se déplaçait en ligne droite les deux moteurs étaient synchronisés. Tourner le volant réduisait graduellement la vitesse de l'un des moteurs et augmentait celle du second. Le virage s'effectuait du côté de celui tournant le plus lentement. Les deux moteurs étaient reliés au niveau de l'arbre transversal, la transmission du mouvement aux chenilles étant assurée par des chaînes reliées à des roues dentées de chaque côté. Lorsque le char tournait l'embrayage reliant les arbres transversaux se relâchait afin qu'ils puissent tourner à des vitesses différentes. Le virage pouvait être resserré en freinant un des moteurs. Ce système permettait au char d'être contrôlé par une seule personne, contrairement aux modèles précédents, mais demandait plus de maîtrise de la part du pilote, l'un des moteurs pouvant caler. Ce système semblait être une solution simple pour obtenir une mise en virage progressive, cependant il s'est avéré de contrôler la vitesse des moteurs, ce qui conduisait le véhicule à suivre des trajectoires imprévisibles au moment de changer de direction. Cela conduisit les pilotes à arrêter le véhicule et bloquer une chenille avant chaque virage, causant des dégâts et la destruction de nombreuses chenilles lorsque le mouvement était trop brutal. En revanche Le véhicule parvenait aisément à traverser les cratères d'obus. Les équipages pensaient que les chenilles devaient entourer la totalité de la caisse comme pour les chars lourds, et étaient surpris de voir le Whippet, équipé de chenilles plus courtes, s'extraire des cratères.

### L'armement
L'armement se composait de quatre mitrailleuses Hotchkiss Mark 1 (en) de 7.7mm (0.303 inch) avec 5 400 cartouches, chacune couvrant un côté du char. L'équipage n'étant composé que de trois hommes, le tireur devait se déplacer d'arme en arme, souvent aidé par le commandant. Parfois un second tireur prenait place dans l'étroit compartiment, et il était fréquent de retirer une des mitrailleuses pour libérer de la place, les armes pouvant être changées de position facilement.

### Autres éléments
Le réservoir était situé à l'avant de la caisse. De chaque côté, à l'intérieur des chenilles se trouvaient des glissières afin que la boue retombe de part et d'autre du char au lieu de s'accumuler à l'intérieur des trains de roulements.

## Variantes
Le Major Philip Johnson, directeur non officiel des ateliers du Tank Corps en France, équipa l'un de ses Whippets de suspensions à lames. Plus tard, en 1918, il équipa ce véhicule de trains de roulements suspendus par des ressorts, d'une transmission épicycloïdale créée par Walter Gordon Wilson et provenant d'un char Mark V ainsi que d'un moteur d'avion Rolls-Royce Eagle V12 de 360 chevaux (270 kW). Le char modifié atteint la vitesse de 48 km/h. Ce projet fit de Johnson la personne la plus qualifiée pour développer le medium mark D (en), qui ressemble à un Mark A inversé.
Parmi d'autres expérimentations on compte l'ajout d'une grande roue prise sur un ancien Mark I ainsi que d'une "queue" pour tenter d'améliorer la capacité de franchissement des tranchées.
Pendant un temps on a cru qu'après la guerre des Whippets avaient été convertis en chars de dépannage, mais cela s'est révélé faux.
Le Medium Mark B, un autre design de Wilson, reçut aussi le nom "Whippet". Pendant un temps il fut courant d'utiliser ce nom pour désigner les chars légers en général, y compris les Renault FT français.
Le Leichter Kampfwagen (en) Allemand – développé à partir de décembre 1917 – ressemblait au Mark A Whippet, les deux véhicules disposant de moteurs à l'avant et d'un compartiment de l'équipage sans tourelle mobile. Cependant le véhicule germanique était plus petit et son blindage plus fin.

## Au combat
Les Whippets arrivèrent tard dans la Première Guerre mondiale, à un moment où le Corps expéditionnaire britannique se battait peu, éprouvé par la Bataille de Passchendaele qui venait de se terminer. Les premiers Mark A entrèrent en action en mars 1918 et s'avérèrent très utiles pour couvrir la retraite des divisions d'infanterie reculant devant les assauts germaniques pendant l'Offensive du Printemps. Les Whippets furent ensuite assignés aux bataillons de chars en tant que "compagnies X" supplémentaires. Pendant un engagement près de Cachy le 24 avril, une compagnie de sept Whippets anéantit deux bataillons d'infanterie Allemands surpris à découvert, tuant plus de 400 soldats. Le même jour, un Whippet fut détruit par un A7V allemand lors du second affrontement de char de l'histoire. Ce sera la seule fois qu'un Whippet affronte un autre char.
Un tankiste britannique vétéran écrira que les Whippets furent "une grande surprise" pour le Royal Tank Corps. Les équipages utilisaient la vitesse de leurs véhicules pour attaquer l'ennemi par derrière. Ils étaient très efficaces, à l'été 1918 les civils étaient bien plus familiers de ces véhicules que des chars lourds, pourtant indispensables pour effectuer des percées à travers les fortifications et les fils barbelés. Cependant les pertes étaient si élevées que le projet d'équiper cinq Tank Battalion de  36 Whippets dû être abandonné. Finalement seule la troisième brigade de chars était pourvue de Whippets, 48 dans chacun de ses deux bataillons ( le troisième et le sixième bataillon de char). Au côté des Mark IV et Mark V ils prirent part à la bataille d'Amiens le 8 août 1918. Cette journée fut qualifiée de "Jour noir de l'armée allemande" par le général Ludendorff, le commandant suprême Allemand. Les Whippets pénétrèrent dans les lignes arrières allemandes, détruisant l'artillerie dans tout un secteur du front, un coup dont les Allemands ne purent se remettre. Pendant cette bataille un Whippet, - le Musical Box – avança si loin qu'il se retrouva piégé derrière les lignes allemandes. Pendant neuf heures il évolua librement, détruisant une batterie d'artillerie, un ballon d'observation, le camp d'un bataillon d'infanterie et une colonne de transports de la 225e division, infligeant de lourdes pertes à l'ennemi. Pendant la journée, des balles de petit calibre percèrent des bidons de carburants stockés sur le toit du char, le carburant coulant dans la cabine forçant l'équipage à enfiler ses masques à gaz pour continuer. Finalement un obus Allemand mit le char hors de combat. Les membres d'équipage abandonnèrent le véhicule et l'un d'entre eux fut abattu, les deux autres faits prisonniers. Le "Musical Box" fut capturé mais il fut récupéré par les Britanniques plus tard. Le véhicule survécut à la guerre et il fut probablement démantelé. Deux autres Whippets ayant participé à des combats sont conservés dans des musées; l'A347 Firefly et l'A259 Caesar II.
Les Allemands capturèrent moins de quinze Whippets, dont deux en état de marche. Ils furent gardés pour des tests et l’entraînement pendant la guerre, mais l'un d'entre eux participa à la révolution Allemande de 1918-1919 au sein des corps francs. Ils opérèrent sous la désignation Beutepanzer A.
Après la Guerre, les Whippets furent utilisés en Irlande pendant la Guerre d'indépendance irlandaise au sein du 17e bataillon du Royal Tank Corps. Dix-sept furent envoyés avec les Forces Expéditionnaires en soutien aux Blancs contre les soviétiques. L'armée rouge en captura douze et les utilisa jusqu'aux années 1930. Au moins un des chars fut équipé d'un canon français de 7mm Puteaux. Les soviétiques crurent que le nom du moteur était "Taylor" au lieu de "Tylor" ( une erreur encore courante dans certaines sources actuelles ) et appelèrent le char Tyeilor. Quelques véhicules, probablement autour de six, furent exportés au Japon, où ils restèrent en service jusqu'en 1930 approximativement.
Des Whippets furent utilisés par l'Armée Impériale japonaise en Mandchoukouo et pendant la Seconde Guerre mondiale.

## Véhicules survivants
Cinq Whippets existent toujours : 
- L'A259 Caesar II, au Musée des Blindés de Bovington, Il s'agit du véhicule dans lequel Cecil Harold Sewell (en) gagna sa Victoria Cross.

- L'A347 Firefly, au Musée royal de l'Armée et de l'Histoire militaire de Bruxelles. Ce char faisait partie de la compagnie B et arbore toujours ses peintures et marquages d'origine. Les traces des combats sont toujours visibles, notamment l'impact de l'obus l'ayant touché le 17 août 1918.

- L'A231, au Musée militaire de la Base de Broden (en), au Canada.

- Un exemplaire est conservé à l'US Army Armor and Cavalery Collection ( numérotation inconnue )

- Un dernier se situe au South African Army College (en), en Afrique du Sud. Ce char avait été envoyé en Afrique du Sud pour mater des insurrections de travailleurs locaux.